# 成田空港問題
成田空港問題（なりたくうこうもんだい）とは、当時日本の代表的国際空港であった成田国際空港（成田空港）に関連して発生した、三里塚闘争を代表とする種々の社会問題のことである。

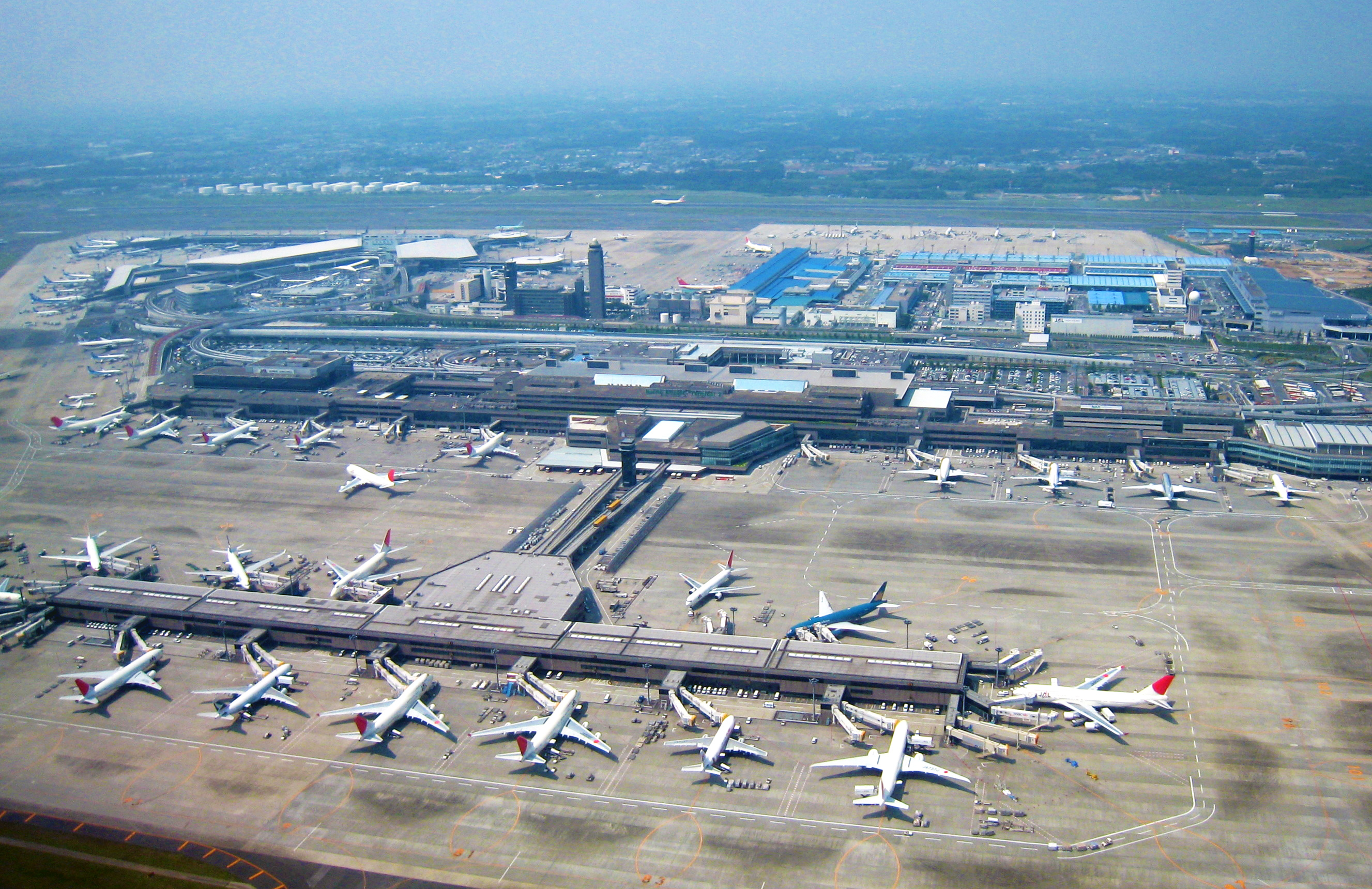
成田国際空港

## 概要
1978年（昭和53年）に開港した新東京国際空港（現・成田国際空港）を巡っては、1960年代初め頃から新空港候補地の検討が進められていたが、空港建設に当たり、開港を急ぐ日本国政府の強硬姿勢と当時の世相と地域固有の事情が相俟って、空港用地内外の民有地取得問題や騒音問題をめぐって、近隣住民らによる激しい反対運動が社会問題化した。
その反対運動に「革命」を目的とする新左翼の各勢力が合流し、死者を出す警察との衝突、各種テロ事件、さらには反対運動内部での主導権を巡る派閥抗争・内ゲバといった、様々な事件が発生することになった。

## 歴史

### 羽田空港再拡張の検討
1960年代になると、大型ジェット旅客機の増加に加え高度経済成長により年々増大する国際輸送における航空機の重要性が高まったため、滑走路の拡充による発着能力の向上が望まれた。加えて、1960年代中に就航すると予想される日本航空も発注した『コンコルド』をはじめとする超音速旅客機の就航を見越して滑走路の長大化も求められた。
そのため、当時の国際線の主力空港であった東京国際空港（羽田空港）の再拡張により航空需要に対応しようと検討したが、
- 羽田空港の沖合に拡張した場合、東京港の港湾計画との調整が極めて難しい。
- 当時の港湾土木技術では不可能であった。
- アメリカ空軍管制区域（横田飛行場上空の「横田空域」）との兼ね合いから、航空機の離着陸経路の設定に著しい制約を受ける。
- 仮に拡張できたとしても、空港の処理能力は20% - 30%程度の増加に留まる。

などの理由から、羽田空港の拡張のみでは長期的航空機輸送需要に対応できないことが判明した。

### 新空港候補地の検討

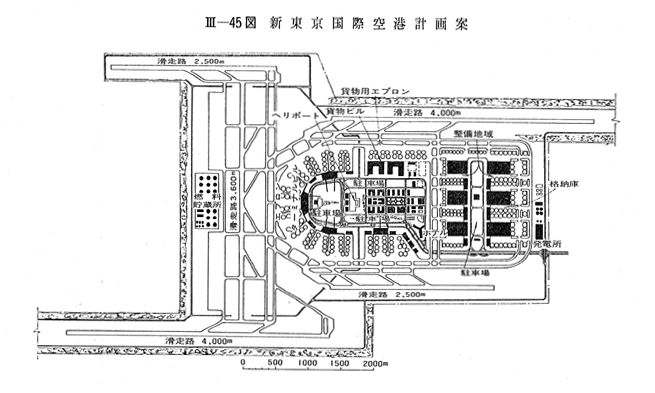
当初の新東京国際空港計画案

このため、再拡張の検討に合わせて1961年（昭和36年）頃から、新たな東京国際空港の候補地についての調査が開始された。
千葉県東葛飾郡浦安町（現・浦安市）沖の埋め立て地や、印旛郡富里村・八街町（現・富里市・八街市）、茨城県霞ヶ浦が候補地とされ、埋立工事を前提に木更津沖を推す建設省との対立もあったが、1963年12月11日に運輸省の諮問機関である航空審議会が富里案を最も候補地として適当とした。

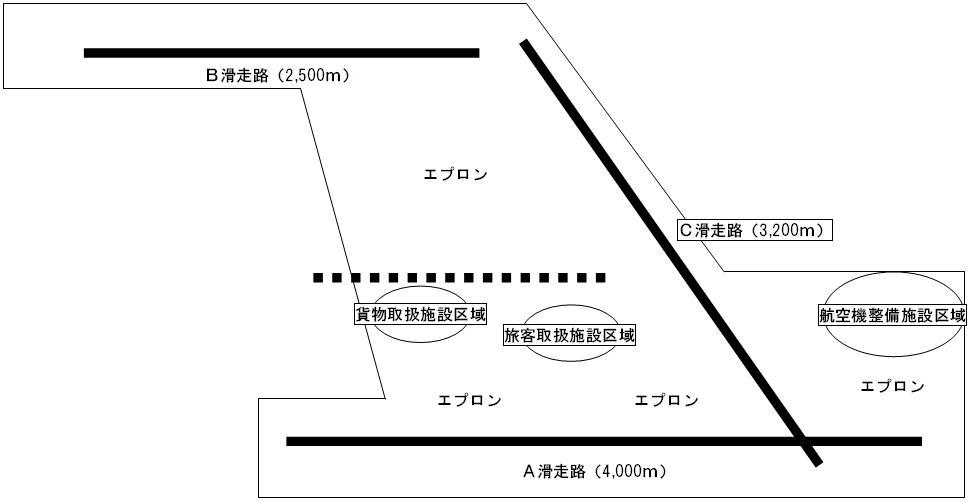
三里塚空港全体計画図

東京湾埋立案を特に強硬に主張していた河野一郎が急死した後、1965年（昭和40年）11月18日に、関係閣僚懇談会が新空港建設予定地を富里八街に内定し、橋本登美三郎官房長官が記者会見を行った。既に候補地では反対運動が起きていたが、当時伊豆で療養していた千葉県知事友納武人も含めて、地元への根回しが全くされていない状態であり、突如発表を聞いた富里・八街地区の住民らは、大規模な反対運動を展開した。
当時は、下筌ダム建設時に発生した蜂の巣城紛争の経験が、まだ国政に反映されていなかった。反対運動が長引く中で友納千葉県知事と水面下での調整を進めていた佐藤内閣（中村寅太運輸大臣）は、規模を大幅に縮小して、新空港建設予定地を同県成田市三里塚に変更することを1966年（昭和41年）6月22日に発表し、そのまま7月4日に閣議決定した（「新東京国際空港の位置及び規模について」）。これは、国有地である宮内庁下総御料牧場や県有林の転用が可能なこと、またその周辺の主な土地は戦後開拓で入植してきた経済力のない農民のものであったため、民有地の土地取得も容易に進むと考えられたからである。
富里から三里塚へ変更された過程で、国と県の間で交わされたやり取りについては、関係者の証言が食い違っており、議事録やメモも無いことから、新東京国際空港の事業認定取り消し訴訟の控訴審で「（国と県の）どちらが先に、三里塚案を提案したかはわからない」と、東京高等裁判所が1992年（平成4年）10月の判決で結論付けている。

### 政府の強権的な姿勢による空港建設と反対運動の開始

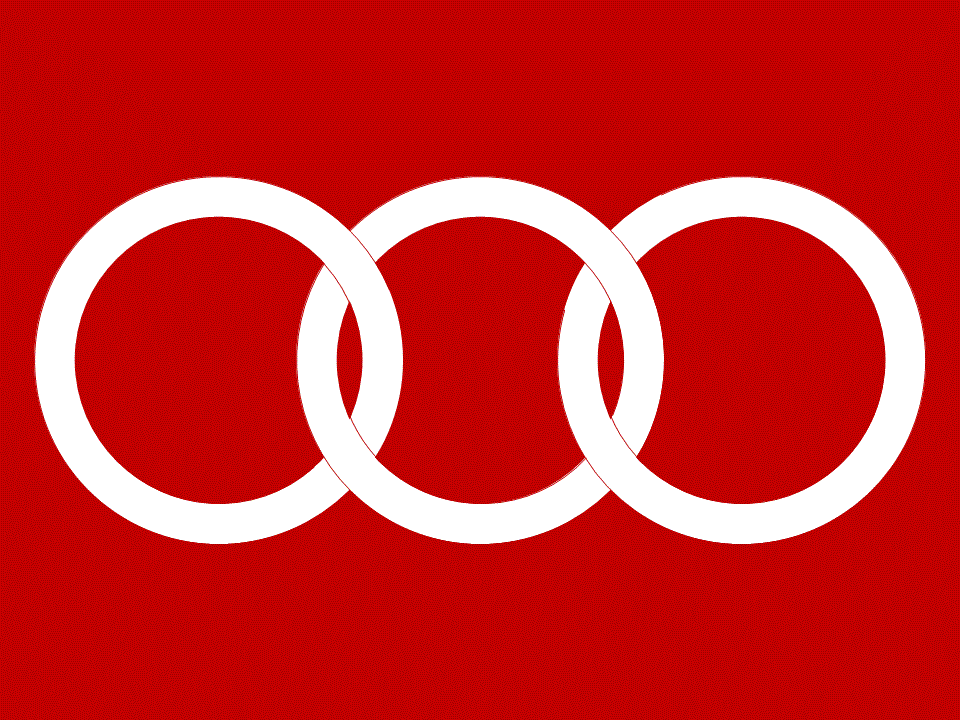
三里塚芝山連合空港反対同盟 シンボルマーク

しかし、三里塚においても御料牧場などの国や行政が保有している土地は空港予定地の4割弱に過ぎず、引続き民有地の土地取得が最重要問題となったが、富里・八街同様に事前説明の全くないままの発表であり、三里塚案を報道で知った地元住民は猛反発した。地元住民らは開拓地の借金問題、土地を失うことや騒音問題への懸念から「三里塚芝山連合空港反対同盟」（以下「反対同盟」と略記）を結成し、三里塚闘争を開始した。
関係者による説明・移転交渉、地権者団体との折衝の結果、1968年4月6日には新東京国際空港公団（以下、空港公団）と条件賛成派の覚書締結により民有地の89%が確保された。しかし、11%の未買収地が残ったうえ、反対派が強固に抵抗を続けたため、空港公団による買収地の測量も行えない状態が続いた。空港反対派への説明・対話が十分に行われないまま、現地に機動隊が投入され、排除を受けた反対派はこれに反発し、結果的に空港反対運動を過激化させた。
当初は、日本社会党や日本共産党の革新政党から支援を受けていた反対運動だったが、反対派の主張に応じない政府の強権的な姿勢に対して、反対派農民が次第に「力には力で対抗する」という方針を固めたことにより、既成革新政党は反対運動から引いていった。これについて公安調査庁は、「これらの政党（社会・共産）が成田闘争を踏み台にして各種選挙での支持拡大や党勢拡大を図るなど党利党略に走ったことへの反発から次第に既成政党離れを強めた」と1993年（平成5年）4月にまとめた『成田闘争の概要』で分析している。

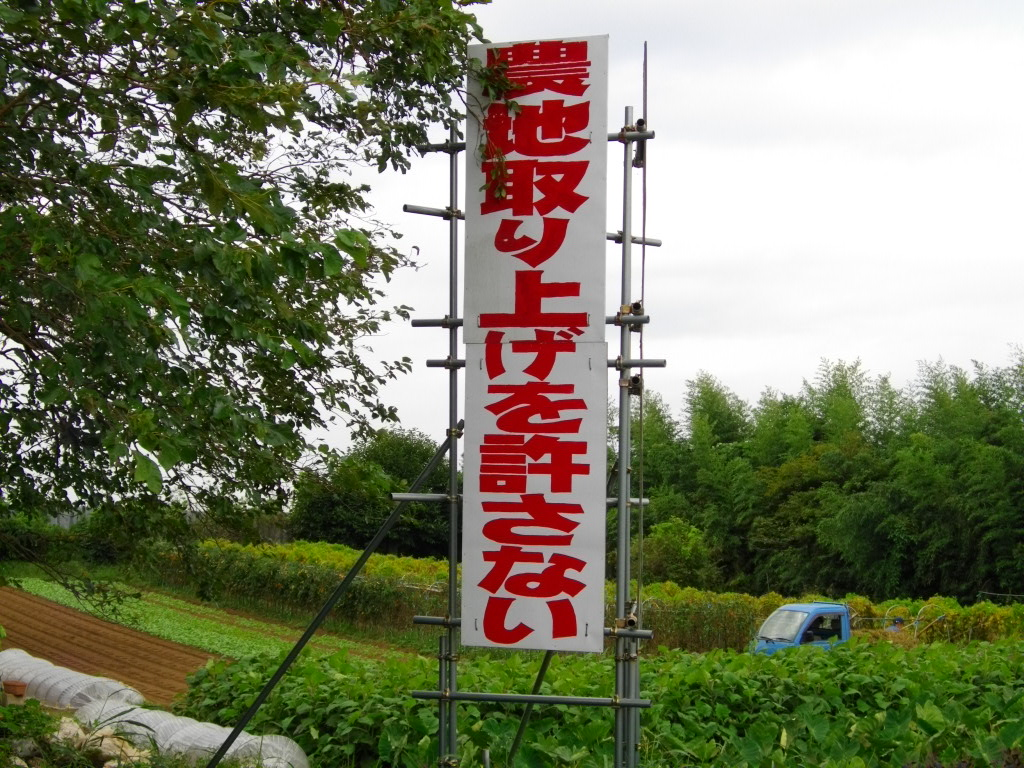
三里塚芝山連合空港反対同盟（北原派）の東峰にある立看「農地取上げを許さない」
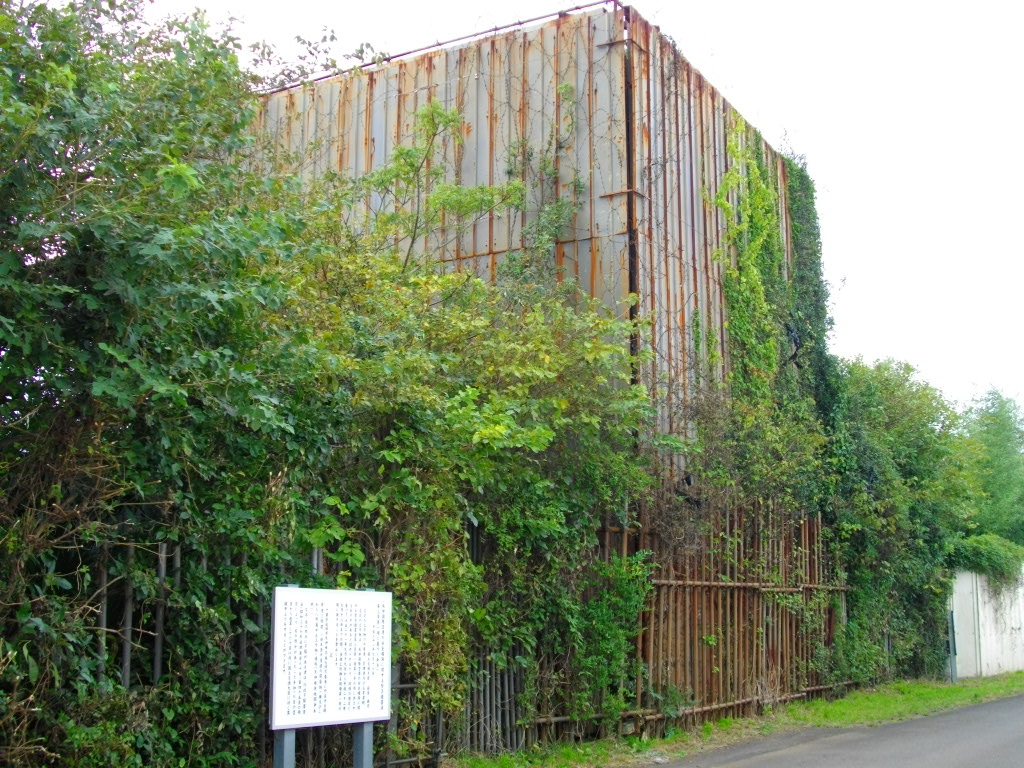
天神峰現地闘争本部（2009年撮影、2011年撤去）
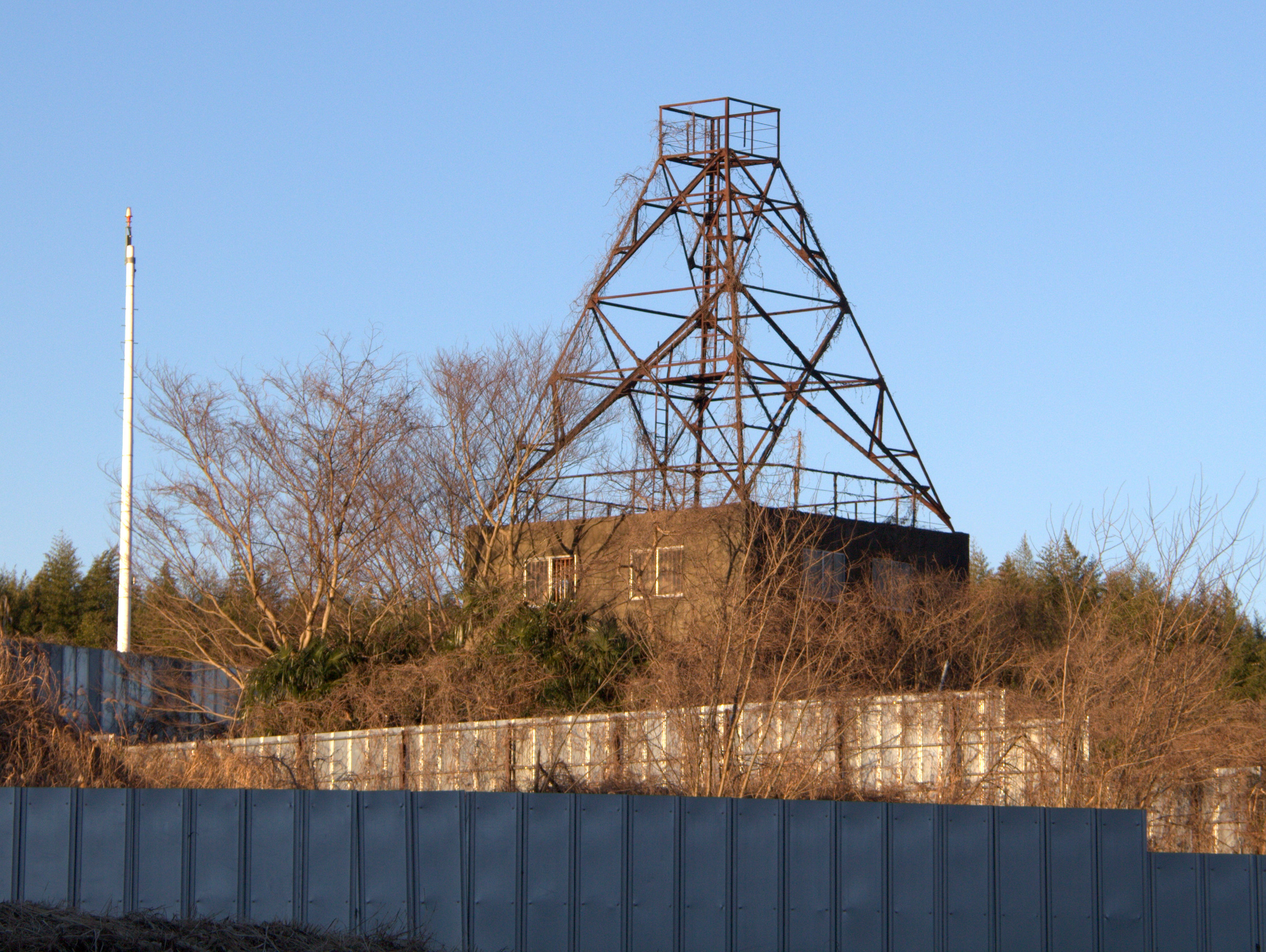
「岩山闘争記念館」（岩山鉄塔跡地）
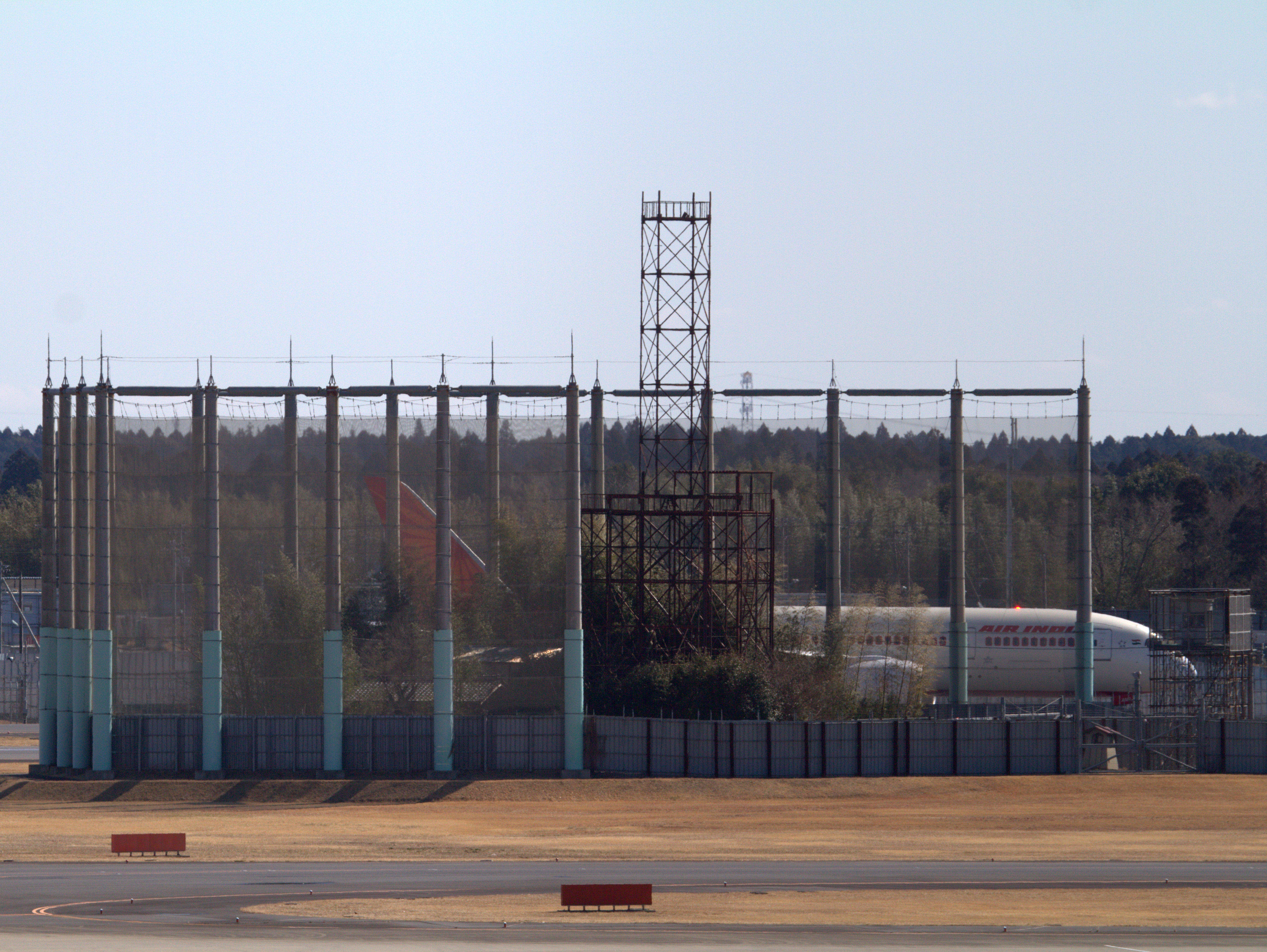
横堀鉄塔（成田空港敷地内）

### 新左翼の支援
革新政党に代わって、「暴力革命」を掲げ、羽田事件以降実力をもってして政府と対決していた新左翼諸派が 「日帝の海外侵略基地」「労農連帯」「国家治安の最前線の三里塚で機動隊を打ち破る」「新空港は日本に新たな軍事基地を作るものだ」「全国住民運動の頂上決戦」などの理由により、反対派農民を支援した。既存政党に不信感を募らせていた地元住民も、「支援団体は党派を問わず受け入れる」という態度を取ったため、これを受け入れた。
滑走路予定地を含む未買収地が残され、国家事業である空港を早期に開港したい政府の強い要請のもと、友納千葉県知事が土地収用法に基づく行政代執行を1971年に2回発動、機動隊や反対派農民・支援の間で激しい衝突が起きた。特に9月の第二次代執行では警察官3名の殉職者を出し（東峰十字路事件）、居住する住民を排除したうえで民家1件が撤去されており、多大な犠牲を出しながら土地収用が行われている。
これにより空港公団はようやく一期工事の用地を取得したが、反対派が1972年に航空妨害を目的とした岩山鉄塔を建てて対抗したうえ、航空燃料パイプライン敷設も沿線住民の反対運動や技術的問題で頓挫しており、政府は当初の「1972年開港」の断念を余儀なくされた。1977年（昭和52年）5月6日にこの鉄塔は撤去されたが、2日後の5月8日に鉄塔の撤去に抗議する反対派と機動隊が衝突し、反対派支援者1名が死亡した（東山事件）。更に翌5月9日には反対派によって芝山町長宅前臨時派出所が襲撃され、警察官1人が殉職している（芝山町長宅前臨時派出所襲撃事件）。

### 管制塔占拠事件

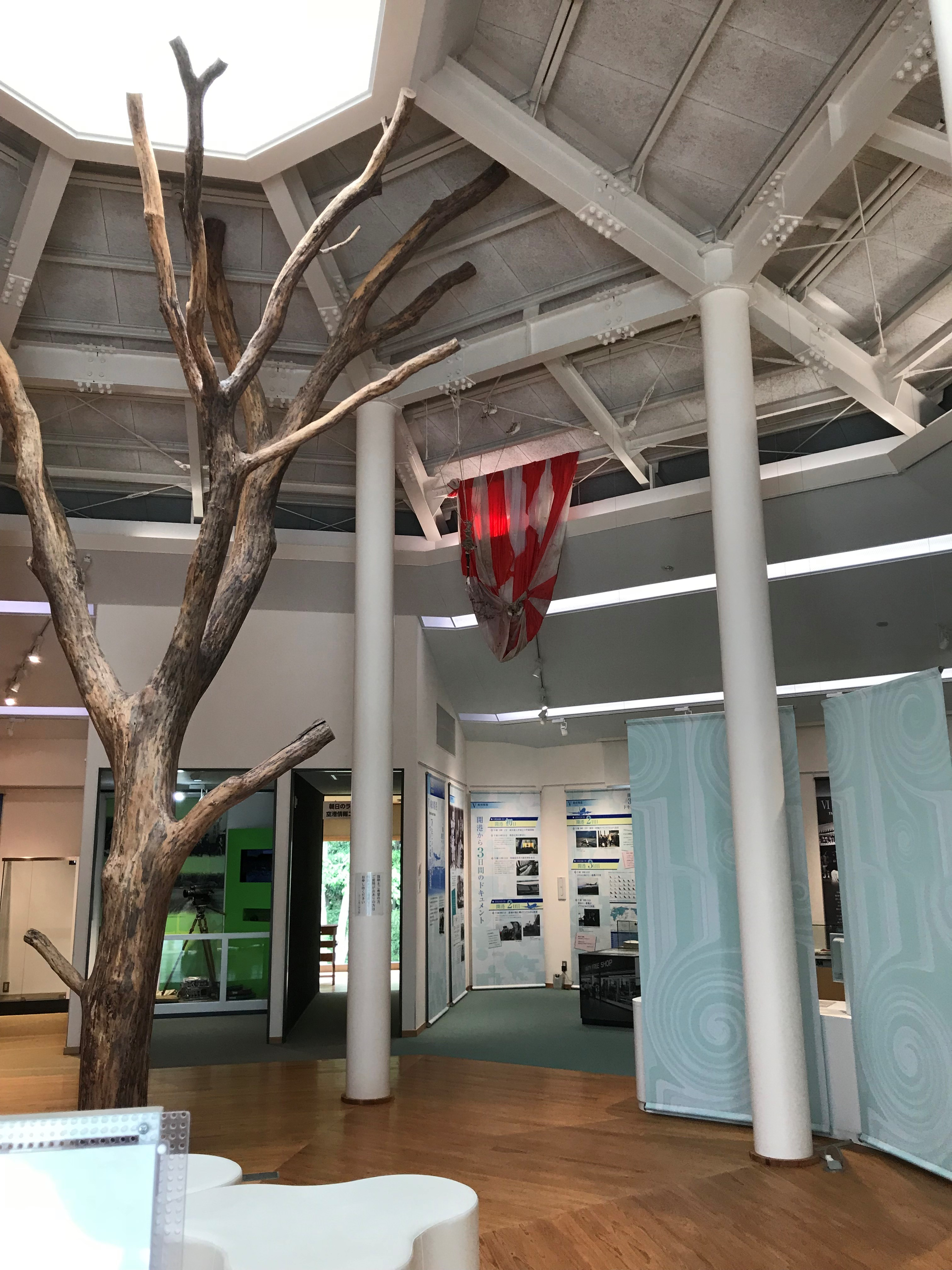
反対派が航空機運航妨害に用いた気球（「成田空港 空と大地の歴史館」展示）

1978年（昭和53年）3月26日、開港直前になって日本革命的共産主義者同盟（第四インターナショナル日本支部）（第四インター）派を主力とするゲリラが、新東京国際空港の管制塔に進入し、管制塔内の機器を破壊した。また、空港の各所から、反対派農民を支援する新左翼党派活動家約300人が乱入する「騒乱状態」となる（成田空港管制塔占拠事件）。このため、開港が3月30日から5月20日に延期となった。
この事件で面子を潰された政府は、「この暴挙が単なる農民の反対運動とは異なる異質の法と秩序の破壊、民主主義体制への挑戦であり、徹底的検挙、取り締りのため断固たる措置をとる」と声明を出し、「新東京国際空港の開港と安全確保対策要綱」を制定したほか、国会においても「新東京国際空港の安全確保に関する緊急処置法」（現・成田国際空港の安全確保に関する緊急措置法）が議員立法により成立した。
反対同盟は開港後も「百日戦闘宣言」を発しており、諸施設へのゲリラや滑走路の延長線上にアドバルーンを上げたりタイヤを燃やして黒煙で発着妨害が続いたため、警察は厳重な警備を敷いた。
また、管制塔襲撃事件を契機に、空港の安全確保を目的とした千葉県警察警備部に専従の機動隊「新東京国際空港警備隊」（現・千葉県警察成田国際空港警備隊）が開港後の7月18日に発足した。

### 国民感情との乖離
この様な、過激な破壊行為による反対運動に対しては、主に警察力を用いた封じ込め策が図られたものの、中核派はそれを嘲笑うかの様に事件を引き起こした。1978年5月5日、京成電鉄が開港後の空港連絡用特急列車「スカイライナー」に投入するため新製し、車庫に留置していたAE形電車が放火され、4両の全半焼に至った京成スカイライナー放火事件である。また中核派は、5月19日にも京成本線5か所で同時多発列車妨害事件を引き起こした。
京成電鉄を筆頭に、地元の列車内は反対派が事実上占拠しており、車内では竹槍をかざしながら対立組織に対する「検問」が日常茶飯事に行われていた。地元住民の生活の足である『京成電鉄へのテロ行為』は、もはや空港反対運動の枠を超えた、地域の社会基盤そのものへの破壊活動であり、空港周辺部以外の京成線沿線の住民からの反対派への白眼視を招いたのみならず、この頃始まった新左翼そのものの衰退や、当初の目的である開港阻止が叶わなかったことで、『成田空港粉砕』を唱え、より先鋭化の傾向を見せる反対派に対して、国民感情は加速度的に乖離していった。
当時このようなテロを防ぎ得なかった理由として、私鉄を警備する警察組織が未整備であったことも挙げられる。日本国有鉄道は、国鉄職員扱いで独自の警察機能を有する鉄道公安を有していたが、都道府県警察によって活動し、私鉄も警備対象である鉄道警察隊がまだ存在していなかった（1987年4月に活動開始）。そのため、京成電鉄では千葉県警察と連携して警備を実施する以外に方法はなかった。
さらに航空燃料の輸送を担った鹿島臨海鉄道鹿島臨港線では、線路に生コンクリートが流し込まれる、砂を積んだダンプカーが突入するなど鉄道施設の破壊、輸送の妨害を狙った事件が相次いだ。
その後の管制塔占拠事件も含めて、空港反対派と新左翼は同列視されるようになり、大半の国民が反対運動そのものを「特異な思想を持った限られた人間による反社会的テロ行為」として捉えるようになっていった。また、政府の断固たる姿勢と開港、運用の開始、そのために空港とその周辺地域に敷かれた厳重な警備態勢は、反対派の存在を多くの国民から有名無実化させていった。
しかも、農村部の過疎化が加速し始めた時期とも重なり、農業以外に地場産業を持たず、かつては当地の一大産業であった馬畜産・競走馬生産とそれの周辺産業も離れ始めた三里塚地域としても、このまま衰退するよりは、成田空港と共生する道を模索するべきという意見が、主流派を占めるようになっていった。
反対運動が始まった当初は、反対派の主張に対して同情的な面を見せることもあったマスメディアの多くからも、この頃には新左翼とテロリズムの影ばかりが目立つ状況に距離を置かれるようになるなど、反対派は孤立無援の状況へと徐々に追い込まれていった。
他方で、新左翼テロリストらの多くは尚も活発にテロを行い、後述するように反対派住民にとってさえ進めば地獄で退いても内ゲバが待つだけという泥沼化の事態に至り、当初は純粋に政府の一方的な空港建設計画の反対を企図して参加した住民の多くが心身を疲弊させるとともに、やがて反対運動それ自体が、日本の社会に対する説得力を失ってゆくこととなる。
そして、成田空港問題とその泥沼化を他山の石とする形で、その後の全国各地の多くの高速道路・鉄道・原子力発電所・ダムなどへの反対運動では、自勢力拡大という目的を伏せて反対運動に接近する新左翼の活動家たちの存在を、反対運動を立ち上げた住民自身が、強く警戒するようになった。状況次第では、新左翼勢力と繋がりを持つ『市民運動家』や新左翼勢力を積極的に自陣営に引き入れようとする人物を反対運動の組織の主流派が自ら排除に動いたり、さらには本来は対立関係にある行政などとも連携して新左翼勢力やその関連人物を排除する、などといった動きも見られるようになっている。

### 一坪再共有化運動に端を発する内紛（内ゲバ）
1980年代に入っても、反対運動は一定の力を維持し、二期工事の着工をしばらく阻んでいたが、反対同盟は主に「一坪再共有化運動」や「立木トラスト」の是非をめぐって1983年（昭和58年）3月8日に分裂し、「一坪再共有化運動」を「土地の売り渡し」「金儲け運動」として反対した中核派らは「北原派」を、「再共有化」を推進する第四インター派らは「熱田派」を支持した。
3月8日には、のちの「熱田派」が「総会」、のちの「北原派」が「実行役員会」をそれぞれ開催した。芝山町千代田公民館で行われた「総会」には反対派農民160人が出席し、「中核派支持色が強い」とされた北原鉱治事務局長の解任に反対派農家194戸のうち145戸が賛成、25戸が反対、24戸が保留し、北原の解任を決定した。また、中核派との共闘を絶つことも同「総会」で確認された。
一方、成田市天神峰「現地闘争会館」で開催された「実行役員会」には、反対派農民58人が参加。「一坪再共有化運動」を推進する青年行動隊の石井新二を「反対同盟から除名した」とし、22人を「反対同盟の役職から解任した」とした。
中核派の「再共有化」反対論は「再共有化運動」に対する「空港用地内農民」の反発を背景にし「北原派」の中心部分は「用地内農民」だったが、石井武のように「用地内農民」で「熱田派」に加わった者もいる。逆に「一坪再共有化」を推進した「用地外騒音地域農民・住民」の多くは「熱田派」についたが、「北原派」についた「騒音地域農民・住民」（戸村一作夫人など）も存在する。
また、中核派は、第四インター派を「（空港）公団に土地を売り渡そうとする新しい型の反革命」と規定して、1984年1月、全国一斉に五箇所の第四インター派メンバー宅を襲撃、一人に頭蓋骨陥没させる重傷を負わせる暴行を働いた。7月に再び一斉に三箇所の第四インター派メンバー宅を襲撃、一人に片足切断の重傷を負わせる暴行を働いた。第四インターの後身である日本革命的共産主義者同盟 (JRCL)によると、中核派は全国の「一坪共有者」に対して「次はお前だ」「殺してやる」などと組織的に恫喝を行った。
用地内農民を中心に形成された「北原派」だが、1987年9月に、やはり中核派への反発を背景に、用地内農民の大半が離脱して「小川派」が結成された。「北原派」反対同盟および中核派は、「熱田派」農民と伴に「小川派」に対しても「脱落派」と規定して、激しく非難・攻撃した。
しかし、1998年（平成10年）に中核派は「脱落派の再共有化に応じた人びとを含む全国1,200人の一坪共有者に訴える。その権利を絶対に守り抜くことは人民の正義であり、三里塚闘争勝利のために不可欠である」と、「一坪再共有化運動」に対する態度をそれまでの総括なく、180度転換した。ただし、第四インター派へのテロ事件、非北原派の反対派農家への脅迫や恫喝については、一切謝罪をしていない。
このような反対運動の迷走に嫌気をさし、移転に応じた地権者もいた。地価の高騰に加えて、後述する政府との話し合いにより、土地収用法の事業認定が失効し価格固定制がなくなったこともあり、元反対派農民たちは巨額の補償金を受け取った。地権者の移転先には「闘争御殿」「ゴネ得御殿」と揶揄された豪邸が立ち並び、駐車場経営などの安定した生活を手に入れた者もいた。地権者の希望に応じて代替地に整備を加えたため、新東京国際空港公団の負担額はさらに増大した。
一方、その元地権者（元反対派）らも、移転先では「反対運動を続けていた危険人物」「反対運動の裏切り者」などの偏見や、農業の継続に必要不可欠な人間関係の再構築などに耐えねばならず、受け取った大金をめぐっての親族争いに巻き込まれた者や、補償金を元手に始めた事業に失敗した者も少なくなかった。
特に、昔から続く村落共同体での生活を続けていた者たちにとっては、新天地への移転は大きなハードルだった。また、移転を決めた者には脅迫が行われ、移転先への過激派による放火なども行われた。

### 収用委員会に対するテロ
第四インター派メンバー襲撃事件を契機に加速し、新左翼は一般人をターゲットとしたテロ攻撃を起こすことになった。1985年（昭和60年）10月20日には千葉県成田市の三里塚交差点で空港反対同盟（北原派）支援の新左翼党派と警視庁機動隊が衝突した事件が発生（10.20成田現地闘争）。
1988年（昭和63年）9月21日には、千葉市内の路上で、当時千葉県収用委員会会長だった弁護士の小川彰が、フルフェイスヘルメットを被った数人に襲撃される（千葉県収用委員会会長襲撃事件）。全身を鉄パイプで殴られて両足と左腕を骨折するという重傷を負った小川は、重い後遺症に苦しみ、2003年（平成15年）2月に入水自殺する。このテロについて中核派は犯行声明を出し、他の収用委員らに対しても組織的に脅迫状の送付や脅迫電話をかけるなどの脅迫行為をし続けた。これにより収用委員全員が辞任し、千葉県収用委員会は2004年（平成16年）に再始動するまでの16年間、完全に機能停止に追い込まれた。

### 円卓会議と政府の謝罪
強権の発動で新東京国際空港を開港させた政府だったが、開港後も強固な反対派住民の土地取得はままならず、空港二期工事（第2空港ターミナルビル周辺の整備・B滑走路の建設）の着工する事さえ覚束ない状況が続いた。また、二期地区周辺は支援活動家らが頻繁にパトロールをしており、党派との接点が多い反対派農家も「援農」の名目で外出・電話・郵便物など私生活の細部に亘ってチェックを受けていて、用地交渉担当者の接触が困難になっていた。
しかし、冷戦終結や江藤隆美運輸相が過去の誤りを公式に認めたことを契機として、1980年代末頃から話し合いの機運が再び生まれ、反対派の一部と関係者の間で成田空港問題解決が模索された。1991年（平成3年）11月からは、隅谷三喜男東京大学名誉教授ほか4名の学識経験者（隅谷調査団）主宰のもとで15回に亘る「成田空港問題シンポジウム」が開催され、旧熱田派・運輸省・空港公団・千葉県で公開討論会が行われた。ここで旧熱田派は「2期工事の土地問題を解決するために、いかなる状況のもとにおいても強制的手段をとらない」との言質を国から引き出すことに成功し、更に引き続き1993年（平成5年）9月から12回に亘って開催された「成田空港問題円卓会議」で、今後の新東京国際空港の整備を民主主義に基づく対等な話し合い手続きで進めていくことが確認された。
円卓会議の結論を受け、1995年（平成7年）、当時の首相村山富市が、それまでの強権姿勢を政府を代表して謝罪し、土地収用法に基づく行政代執行による成田空港の土地強制収用の手段を放棄が確認された。この謝罪は地元の一定の評価を得て、その後二期工事への土地収用と、集団移転に応じる農民・地主が出てきた。
三里塚闘争は、それまで強制的に進めることが当たり前だった、日本の公共事業のあり方を一変させた出来事だった。

## 反対運動の現在
かつては新左翼党派によるテロ・ゲリラ事件などが多発し、空港建設や正常な空港運用に支障をきたしていたが、隅谷団長を始めとする中立委員の努力や政府の謝罪などもあって反対派住民の移転と反対運動からの離脱も進んだ（ただし、近年においてもテロを継続している組織もあり、2008年には革労協が成田空港敷地内へ迫撃弾を撃ち込む事件を起こしている）。
二期工事のうち、平行滑走路（B滑走路）については1996年には暫定滑走路を建設する案が計画され、2002年に暫定滑走路として供用開始した。この新滑走路は、反対派農家の未買収地を残したまま建設され、農家の軒先数十メートルの誘導路をジェット機が通過するという状況が続いている。
また、未買収地を滑走路側に迂回して建設されたため、誘導路は「く」または「へ」の字形に屈曲しており、航空機が離着陸する時には、他の航空機の移動が制限される。2002年12月1日には、誘導路上北緯35度47分06.65秒 東経140度23分26.11秒 / 北緯35.7851806度 東経140.3905861度で航空機同士の接触事故が発生し、2011年に屈曲部の改良工事がなされた。
現在も、主に暫定滑走路延長線直下の騒音地帯にある東峰部落住民を中心とする反対派農家は、「現在の暫定滑走路建設や北伸延長を進める手法も当初からの政府のやり方と何も変わっていない」と批判し、「成田空港廃港」を頑なに主張し続けている。
だが、成田周辺に数多くの空港関係者・航空関係者も暮らすようになり、「空港と地域の共生」「空港の活性化による地域経済の浮揚」と言う意見が地域の大勢として掲げられている中で、反対派はもはや完全に孤立化している状況であり、反対運動全盛期からの関係である熱心な支援者や組織によって、どうにか支えられているのが実情である。
かつて積極的に支援してきた、第四インター日本支部（現・JRCL）などの新左翼は、沖縄本島の反基地運動、反原発運動に力を注いでおり、成田空港問題の取扱いや関心は総じて低い。また、反対運動初期から支援してきた国鉄千葉動力車労働組合も、組合員や構成員の減少に歯止めがかかっていない。反対運動全盛期から半世紀を迎え、反対派農家や支援組織の多くも、運動員の高齢化や死去に直面している。
空港予定敷地の未買収地、および反対同盟内で空港建設計画以前からの地元住民は年々減少しているものの、2002年の平行滑走路（B滑走路）供用開始後も、一部の一坪共有地や団結小屋を除き、天神峰地区および東峰地区（東峰神社を含む）のB滑走路南端およびB滑走路誘導路の予定敷地が未買収のままであり、反対同盟（北原派、旧熱田派）が反対運動を行っている。
支援として現地入りして、農家に嫁いだ女性が20人以上いる。内心は移転に応じてもよいと考えていても、人生を賭けて来た妻の手前、なかなかやめられず、闘争を止めようとしても、新左翼に離婚を迫られたことが、反対派農家の闘争を長引かせる要因の一つとなった。元支援女性のうちの4、5人は離婚したものの、残りは移転受け入れを経ながら、現地で暮らしている。

## 燃料輸送問題

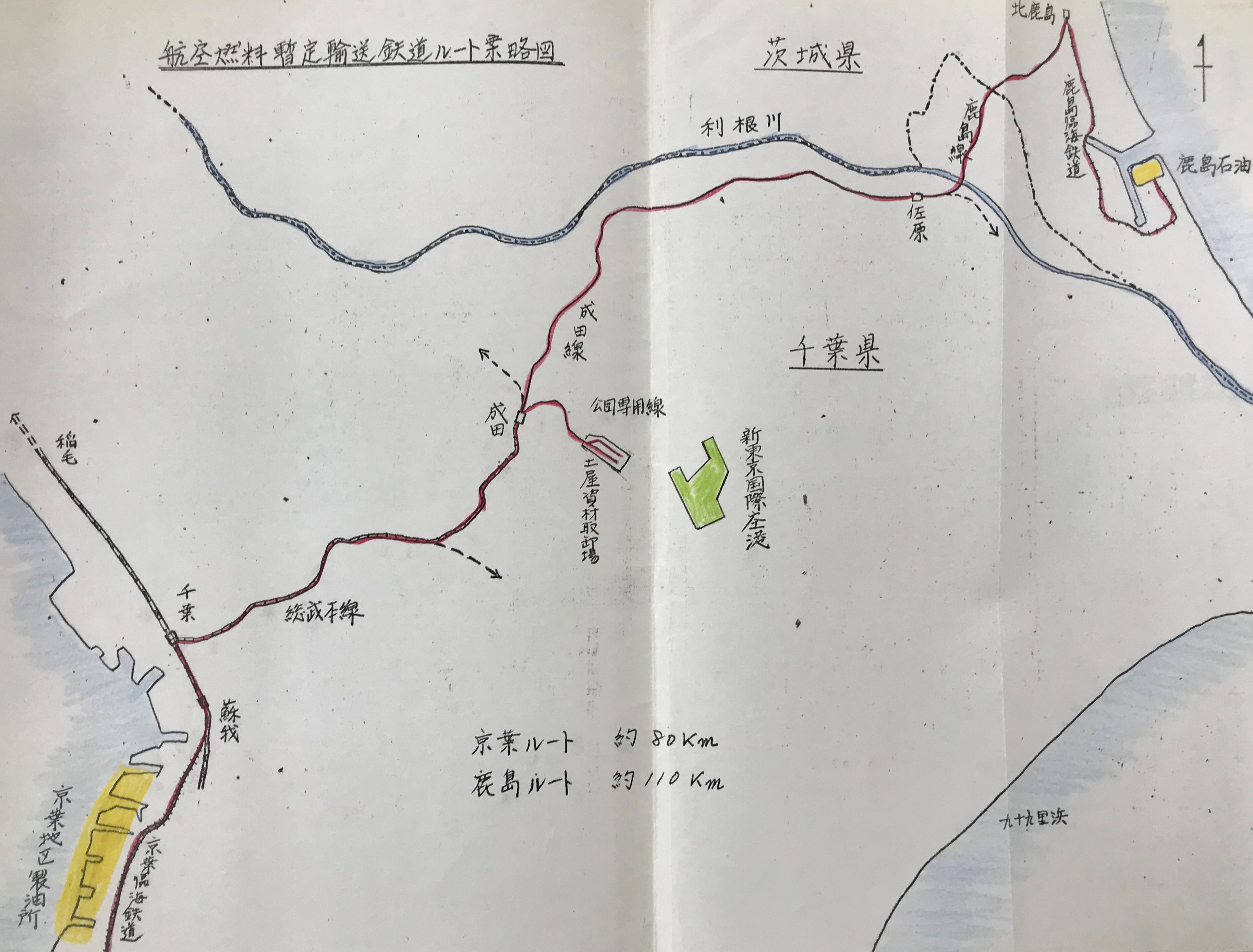
航空燃料暫定輸送鉄道ルート案略図（国立公文書館 蔵）

内陸部に建設され、しかも発着回数が多い上に長距離線の割合が多く航空燃料の取り扱い数量が多い成田空港では、当初より千葉港からのパイプラインの敷設によりこれをまかなうことが計画されていた。しかし、上述の通り建設が遅延し、開港の遅れの要因ともなった。
1978年の開港にあたっては、未だパイプラインが全線開通に至っていなかったため、燃料中継基地まで鉄道による輸送が行われることとなった。この暫定輸送は、本格パイプライン（B系）が開通した1983年8月8日まで続けられた。鉄道で運ばれた航空燃料の総量は、約950万キロリットルにも及んだ。関係鉄道に支払われた貨物運賃は1981年度だけでも32億円であり、国鉄千葉鉄道管理局貨物収入の22%を占めた。

## 落下物問題
成田周辺では、開港から2017年2月までの間に、判明しているだけで158件の航空機からの落下物が発生している。
特に高高度を長時間巡航する国際線の運航では、飛行中に航空機に付着した氷塊が降着装置が展開されたときに落下することがある。そのため成田空港では、落下物発生防止を目的として、到着機にギアダウンを太平洋上で行わせる措置（洋上脚下げ）が取られている。車輪が出されている間は空気抵抗が増して燃費が悪化するが、国土交通省と成田国際空港株式会社（新東京国際空港公団の後身、以下NAA）は、海岸で航空機の洋上脚下げ実施状況を目視で確認する独自の調査を行っている。この他に空港に到着した機体に、氷が付着していないかを確認する調査も実施されている。これらの取り組みにより、年間の落下物発生数は減少しているが、年間約3件（凡そ10万便につき1回の割合）程度発生している。
落下物によって建物などに被害が出た場合は、航空会社による補償がなされる。NAAは航空機からの落下物と思しきものを発見した場合は、むやみに手を触れず、国土交通省東京航空局成田空港事務所地域調整課・NAA地域共生部共生企画グループ・最寄りの市町村・警察署のいずれかに連絡するよう呼び掛けている。
なお、落下物による被害は、屋根瓦やビニールハウス、車のフロントガラスの破損などであり、2021年までの間にヒトへの被害は発生していない。
NAAは、2018年4月1日に「航空機落下物被害救済支援制度」を創設して落下物に対する補償制度を強化した。

## 地元の新たな危惧
二期工事真っ只中の2000年（平成12年）、羽田空港の再拡張と、羽田発着定期国際線復活・羽田24時間運用の報が流れる。ほぼ時を同じくして、茨城県では首都圏第3空港として航空自衛隊百里飛行場の軍民共用化による「茨城空港」の開港が決定する。地元の危惧は羽田の再拡張と茨城空港の開港による成田空港の「地位低下」という、建設開始時とは正反対のものになっていた。

### 羽田拡張と国際線復活

未実現に終わった成田新幹線の計画ルート。

開港当初に比べればアクセスの整備は格段に向上しているものの、そもそも成田空港は地理的条件として東京都心との距離が開いており、また当初計画されていた成田新幹線も実現しなかったため、羽田に比べて成田は「遠くて不便」「交通費が高い」という批判が依然根強い。
2009年（平成21年）10月13日、鳩山内閣の前原誠司国土交通大臣（当時）は、定例記者会見にて「韓国の仁川国際空港に日本のハブ空港を取られている。日本にハブ空港を作らなければいけない。ハブ空港になり得るのは羽田だ」と発言し、今後は羽田空港を日本のハブ空港として整備する旨の発言があった。
2014年（平成26年）3月30日の2014年夏ダイヤでは、羽田空港国際線枠の拡大で、羽田国際線が増便の一方、逆に成田空港では、日本航空が13便を、全日本空輸が25便を減便した。

### 茨城空港開港
2010年（平成22年）に開港した茨城空港は、航空会社へのPRとして「着陸料が成田の6割」である事を掲げており、利用促進に向けて、格安航空会社を中心に新規路線やシェアの獲得を図っており、利用者に対しても、空港敷地内の駐車場料金を無料にしたり、東京駅までの高速バス利用者に対して運賃を500円に設定するなど、成田空港よりも更に東京都心から離れた位置にありながらも、便宜を供与して首都圏需要の取り込みを図っている。

### 成田空港振興策
圧倒的な国内線網を有しかつ24時間運用が行われる羽田空港での国際線乗り入れが再開されたため、LCCの就航によって伊丹空港に次ぐ国内線取扱量（2016年時点、国内第7位）を有するようになったとはいえ、夜間の発着制限もある成田空港の地位は相対的に低下している。
このような国内外の空港との競争に直面している中で、成田空港の利用旅客数や航空機発着回数は、2018年現在においても増加基調を維持しているが、2017年の成田空港通過客（国際線乗り継ぎ客）が400万人を切って384万人に沈むなど、地位低下に危機感を持つNAAは、成田空港として世界での生き残りを賭け、「更なる機能強化」として第3滑走路整備や運用時間延長などを含む拡張政策を地域と調整しながら模索している。
この構想が実現した場合、年間の発着枠は現状の30万回から50万回に増強され、空港用地面積は現状の1,400ヘクタールから2,400ヘクタールに増大する。国土交通省の見解によれば、これにより首都圏の発着枠は、能力増強後の羽田空港と合わせて年100万回が確保され、欧米主要都市圏の空港並みとなる。
この「更なる機能強化」は、国やNAAによる提案の修正や200回を超える住民説明会を経て、2018年3月13日に千葉県・国・地元9市町・NAAからなる四者協議会において合意された。
これらの動きに対し、三里塚闘争を継続する反対同盟（北原派・旧熱田派）・中核派や共産党系団体は、抗議行動を行っている。住民側の動きとしては、新たに騒音区域となる自治体においては一部で反対意見が見られるものの、用地買収の対象となる世帯からは反対表明はほとんどなされておらず、集団移転などの要望とともに「町を立て直すいい機会」との声も聞かれる。移転補償の対象とならない、二つの飛行ルートに挟まれたいわゆる「谷間地区」からも、むしろ移転を求める声が上がっている。
2020年1月31日、国土交通省は成田国際空港の更なる機能強化に係る施設変更を許可し、施設供用の目標は2028年度末とされた。

## 着陸帯、滑走路、誘導路およびエプロンの数値の推移
| 供用開始期日 または廃止期日        | 供用開始期日 または廃止期日        | 着陸帯 等級・長さ・幅 (m)          | 滑走路 長さ・幅 (m)                | 誘導路 延長 (m)                    | エプロン 面積 (m2)                 | 備考                                                                                    |
| 新東京国際空港（供用開始前・予定） | 新東京国際空港（供用開始前・予定） | 新東京国際空港（供用開始前・予定） | 新東京国際空港（供用開始前・予定） | 新東京国際空港（供用開始前・予定） | 新東京国際空港（供用開始前・予定） | 新東京国際空港（供用開始前・予定）                                                      |
| ---------------------------------- | ---------------------------------- | ---------------------------------- | ---------------------------------- | ---------------------------------- | ---------------------------------- | --------------------------------------------------------------------------------------- |
| 1971年（昭和46年）                 | 4月1日                             | 着陸帯A 等級A級 長さ4,120 幅300    | 滑走路A 長さ4,000 幅60             | 30,117                             | 1,907,763                          | 昭和41年運輸省告示第397号 昭和42年運輸省告示第30号                                      |
| 1974年（昭和49年）                 | 4月1日                             | 着陸帯B 等級B級 長さ2,620 幅300    | 滑走路B 長さ2,500 幅60             | 30,117                             | 1,907,763                          | 昭和41年運輸省告示第397号 昭和42年運輸省告示第30号                                      |
| 1974年（昭和49年）                 | 4月1日                             | 着陸帯C 等級A級 長さ3,320 幅300    | 滑走路C 長さ3,200 幅60             | 30,117                             | 1,907,763                          | 昭和41年運輸省告示第397号 昭和42年運輸省告示第30号                                      |
| 新東京国際空港（供用開始後）       |                                    |                                    |                                    |                                    |                                    |                                                                                         |
| 1978年（昭和53年）                 | 5月20日                            | 着陸帯 長さ4,120 幅300             | 滑走路 長さ4,000 幅60              | 12,090                             | 1,182,910                          | 昭和52年運輸省告示第608号 昭和53年運輸省告示第171号 空港供用開始（当初の予定は3月30日） |
| 1979年（昭和54年）                 | 2月25日                            |                                    |                                    |                                    | 1,231,580                          |                                                                                         |
| 1980年（昭和55年）                 | 7月10日                            |                                    |                                    | 12,330                             |                                    |                                                                                         |
| 1983年（昭和58年）                 | 8月4日                             |                                    |                                    |                                    | 1,243,230                          |                                                                                         |
| 1985年（昭和60年）                 | 5月9日                             |                                    |                                    |                                    | 1,302,040                          |                                                                                         |
| 1988年（昭和63年）                 | 5月16日                            |                                    |                                    |                                    | 1,317,180                          |                                                                                         |
| 1988年（昭和63年）                 | 6月2日                             |                                    |                                    | 12,680                             |                                    |                                                                                         |
| 1988年（昭和63年）                 | 7月28日                            |                                    |                                    |                                    | 1,325,070                          |                                                                                         |
| 1990年（平成2年）                  | 4月1日                             |                                    |                                    |                                    | 1,333,444                          |                                                                                         |
| 1991年（平成3年）                  | 5月2日                             |                                    |                                    | 13,497                             |                                    |                                                                                         |
| 1991年（平成3年）                  | 8月1日                             |                                    |                                    |                                    | 1,531,182                          | 第2期工事区域エプロンの一部供用開始                                                     |
| 1992年（平成4年）                  | 4月23日                            |                                    |                                    | 13,898                             |                                    |                                                                                         |
| 1992年（平成4年）                  | 8月1日                             |                                    |                                    |                                    | 1,540,148                          |                                                                                         |
| 1992年（平成4年）                  | 10月31日                           |                                    |                                    | 14,595                             | 1,903,336                          | 第2旅客ターミナルビル供用開始（12月6日）に備えた拡張                                    |
| 1992年（平成4年）                  | 11月12日                           |                                    |                                    | 15,116                             |                                    | 第2旅客ターミナルビル供用開始（12月6日）に備えた拡張                                    |
| 1993年（平成5年）                  | 6月24日                            |                                    |                                    | 15,079                             |                                    |                                                                                         |
| 1993年（平成5年）                  | 11月11日                           |                                    |                                    | 15,895                             | 1,903,713                          |                                                                                         |
| 1995年（平成7年）                  | 12月7日                            |                                    |                                    |                                    | 1,906,155                          | 梅の木共有地の解消                                                                      |
| 1997年（平成9年）                  | 10月9日                            |                                    |                                    | 15,858                             |                                    |                                                                                         |
| 1999年（平成11年）                 | 12月2日                            |                                    |                                    | 16,048                             |                                    |                                                                                         |
| 2001年（平成13年）                 | 2月5日                             |                                    |                                    | 16,560                             |                                    |                                                                                         |
| 2001年（平成13年）                 | 4月19日                            |                                    |                                    | 17,117                             |                                    |                                                                                         |
| 2001年（平成13年）                 | 10月4日                            |                                    |                                    | 17,289                             |                                    |                                                                                         |
| 2002年（平成14年）                 | 4月17日                            | 着陸帯B' 等級B級 長さ2,300 幅150   | 滑走路B' 長さ2,180 幅60            | 21,467                             | 1,908,627                          | 新滑走路記念便に限り着陸帯B′および滑走路B′供用開始                                      |
| 2002年（平成14年）                 | 4月18日                            |                                    |                                    | 25,304                             | 1,932,651                          | 着陸帯B′および滑走路B′正式供用開始（当初の予定は5月20日）                               |
| 2002年（平成14年）                 | 5月16日                            |                                    |                                    |                                    | 1,970,056                          |                                                                                         |
| 2002年（平成14年）                 | 6月13日                            |                                    |                                    | 25,709                             |                                    |                                                                                         |
| 2002年（平成14年）                 | 8月8日                             |                                    |                                    | 25,742                             |                                    |                                                                                         |
| 2002年（平成14年）                 | 12月26日                           |                                    |                                    |                                    | 2,002,036                          |                                                                                         |
| 2003年（平成15年）                 | 2月20日                            |                                    |                                    | 25,947                             | 2,011,928                          |                                                                                         |
| 2003年（平成15年）                 | 4月17日                            |                                    |                                    | 25,769                             | 2,094,368                          |                                                                                         |
| 2003年（平成15年）                 | 10月30日                           |                                    |                                    | 26,395                             |                                    |                                                                                         |
| 2003年（平成15年）                 | 12月25日                           |                                    |                                    | 26,081                             | 2,158,359                          |                                                                                         |
| 2004年（平成16年）                 | 2月19日                            |                                    |                                    | 27,351                             |                                    |                                                                                         |
| 成田国際空港                       |                                    |                                    |                                    |                                    |                                    |                                                                                         |
| 2004年（平成16年）                 | 11月25日                           |                                    |                                    | 26,860                             | 2,112,606                          | 第1旅客ターミナルビル第4サテライト供用開始                                              |
| 2005年（平成17年）                 | 3月17日                            |                                    |                                    | 26,530                             | 2,126,248                          |                                                                                         |
| 2005年（平成17年）                 | 8月4日                             |                                    |                                    | 26,334                             | 2,135,308                          |                                                                                         |
| 2005年（平成17年）                 | 9月1日                             |                                    |                                    | 26,310                             |                                    |                                                                                         |
| 2005年（平成17年）                 | 9月29日                            |                                    |                                    | 26,268                             |                                    |                                                                                         |
| 2006年（平成18年）                 | 2月16日                            |                                    |                                    | 25,509                             | 2,187,013                          |                                                                                         |
| 2006年（平成18年）                 | 5月11日                            |                                    |                                    |                                    | 2,180,368                          |                                                                                         |
| 2006年（平成18年）                 | 6月8日                             |                                    |                                    | 25,579                             |                                    |                                                                                         |
| 2007年（平成19年）                 | 6月7日                             |                                    |                                    |                                    | 2,182,858                          |                                                                                         |
| 2007年（平成19年）                 | 10月25日                           |                                    |                                    | 25,392                             |                                    |                                                                                         |
| 2007年（平成19年）                 | 11月22日                           |                                    |                                    |                                    | 2,186,488                          |                                                                                         |
| 2008年（平成20年）                 | 9月25日                            |                                    |                                    | 26,078                             |                                    |                                                                                         |
| 2008年（平成20年）                 | 10月23日                           |                                    |                                    |                                    | 2,190,677                          |                                                                                         |
| 2009年（平成21年）                 | 1月15日                            |                                    |                                    | 26,284                             |                                    |                                                                                         |
| 2009年（平成21年）                 | 5月7日                             |                                    |                                    | 27,388                             |                                    |                                                                                         |
| 2009年（平成21年）                 | 7月30日                            |                                    |                                    | 29,997                             | 2,194,385                          |                                                                                         |
| 2009年（平成21年）                 | 10月22日                           | 着陸帯B' 等級B級 長さ2,620 幅150   | 滑走路B' 長さ2,500                 | 30,280                             | 2,216,005                          | 着陸帯B'および滑走路B'の北側延長部分供用開始                                            |
| 2010年（平成22年）                 | 2月11日                            |                                    |                                    |                                    | 2,248,054                          |                                                                                         |
| 2010年（平成22年）                 | 3月11日                            |                                    |                                    |                                    | 2,282,782                          |                                                                                         |
| 2010年（平成22年）                 | 7月29日                            |                                    |                                    | 29,882                             | 2,298,687                          |                                                                                         |
| 2011年（平成23年）                 | 3月10日                            |                                    |                                    | 29,869                             |                                    | への字誘導路の改良                                                                      |
| 2011年（平成23年）                 | 6月2日                             |                                    |                                    | 29,733                             |                                    |                                                                                         |
| 2011年（平成23年）                 | 6月30日                            |                                    |                                    |                                    | 2,330,426                          |                                                                                         |
| 2011年（平成23年）                 | 9月22日                            |                                    |                                    | 29,693                             |                                    |                                                                                         |
| 2012年（平成24年）                 | 4月5日                             |                                    |                                    | 31,050                             |                                    | 横堀地区誘導路共用開始                                                                  |
| 2013年（平成25年）                 | 1月10日                            |                                    |                                    | 31,541                             |                                    | 横堀地区誘導路共用開始                                                                  |
| 2013年（平成25年）                 | 3月7日                             |                                    |                                    | 31,595                             | 2,399,521                          | B滑走路西側誘導路および横掘地区エプロン供用開始                                         |
| 2013年（平成25年）                 | 11月14日                           |                                    |                                    | 31,762                             | 2,397,664                          |                                                                                         |
| 2014年（平成26年）                 | 9月18日                            |                                    |                                    | 31,673                             | 2,409,812                          |                                                                                         |
| 2015年（平成27年）                 | 12月17日                           |                                    |                                    |                                    | 2,399,708                          |                                                                                         |
| 2016年（平成28年）                 | 3月3日                             |                                    |                                    | 31,362                             | 2,420,842                          |                                                                                         |
| 2017年（平成29年）                 | 12月7日                            |                                    |                                    | 31,407                             | 2,429,581                          |                                                                                         |
| 2018年（平成30年）                 | 11月8日                            |                                    |                                    | 31,685                             | 2,432,688                          |                                                                                         |
| 2018年（平成30年）                 | 12月6日                            |                                    |                                    | 31,172                             |                                    |                                                                                         |
| 2019年（令和元年）                 | 11月7日                            |                                    |                                    | 31,015                             |                                    |                                                                                         |
| 2019年（令和元年）                 | 12月5日                            |                                    |                                    | 30,487                             |                                    |                                                                                         |
| 2020年（令和2年）                  | 2月27日                            |                                    |                                    | 29,646                             | 2,480,003                          |                                                                                         |
| 2020年（令和2年）                  | 3月26日                            |                                    |                                    | 28,963                             | 2,521,770                          |                                                                                         |
| 2020年（令和2年）                  | 5月21日                            |                                    |                                    | 28,860                             | 2,528,960                          |                                                                                         |
| 2020年（令和2年）                  | 6月18日                            |                                    |                                    |                                    | 2,577,609                          |                                                                                         |

- 「または廃止期日」とあるのは、転用・変更などにより短縮・縮小される部分は廃止扱いとなるため。
- 供用開始前の計画上の「誘導路の延長」および「エプロンの面積」の数値については、着陸帯A・滑走路Aに対応する部分は1971年に、着陸帯B・滑走路Bおよび着陸帯C・滑走路Cに対応する部分は1974年に、それぞれ供用開始となるとされていたが、両数値の内訳は告示されなかったため、本表では一つのセルに全延長および全面積をまとめて表示した。
- 1978年供用開始時の告示では、「A」を付さずに単に「着陸帯」および「滑走路」と表記されたため、本表ではこれに倣って「A」を省いたが、その内容は当然に最初の告示における着陸帯Aおよび滑走路Aに係るものである。
- ダッシュ（プライム）の付された着陸帯B'および滑走路B'は、2001年11月30日までに着陸帯Bおよび滑走路Bを完成させることが困難な場合を想定し、暫定的な施設として認可されたものである。

## 成田空港問題を扱った作品

### 漫画
- 『ぼくの村の話』尾瀬あきら/講談社モーニングKC（1991年〜1993年）

### 小説
- 熱鷹―内陸空港の功罪―（2023年　著：豊田旅雉）

### 映画
小川紳介監督作品
- 日本解放戦線 三里塚の夏（1968年、108分、白黒）
  - 演出助手：神公平、松本武顕、吉田司
  - 撮影：大津幸四郎、田村正毅（たむらまさき）
  - 録音：久保田幸雄
  - 制作：小林秀子、伏屋博雄、市山隆次
  - 制作進行：野坂治雄

- 日本解放戦線 三里塚（1970年、141分、カラー）
  - 助監督：福田克彦、本間周輔
  - 撮影：田村正毅
  - 整音：浅沼幸一
  - 録音：久保田幸雄
  - 制作：小林秀子、野坂治雄、伏屋博雄、市山隆次、飯塚俊男
  - 制作進行：野坂治雄

- 三里塚 第三次強制測量阻止斗争（1970年、50分、白黒）
  - 助監督：福田克彦、本間周輔
  - 撮影：田村正毅、市ノ瀬正史
  - 整音：久保田幸雄
  - 録音：浅沼幸一

- 三里塚 第二砦の人々（1971年、143分、白黒）
  - 助監督：福田克彦、湯本希生
  - 撮影：田村正毅
  - 整音：浅沼幸一
  - 制作：野坂治雄、伏屋博雄、本周間輔、飯塚俊男

- 三里塚 岩山に鉄塔が出来た（1972年、85分、白黒）
  - 撮影：田村正毅
  - 整音：浅沼幸一
  - 制作：飯塚俊男、菊池信之、野坂治雄、伏屋博雄、本周間輔、見角貞利

- 三里塚 辺田部落（1973年、146分、白黒）
  - 監督：小川紳介、福田克彦、湯本希生
  - 撮影：田村正毅
  - 整音：浅沼幸一
  - 制作：野坂治雄、伏屋博雄、菊池信之、飯塚俊男

- 三里塚 五月の空 里のかよい路（1977年、81分、カラー）
  - 監督：小川紳介、福田克彦
  - 撮影：田村正毅
  - 制作：伏屋博雄、飯塚俊男

その他
- 鹿島パラダイス（1972年、ベニー・デスワルト、ヤン・レ・マッソン共同監督、フランス作品）
- 抵抗の大地 ～三里塚強制収容阻止の記録～（1971年、三里塚闘争に連帯する会製作）
  - 撮影：小川耕平
  - 語り手：岩田直二
  - 構成：甲賀仁
  - 挿入歌：キン作カッポレ（歌：WSHAKODA）
  - 32分54秒
  - 1970年の第二次強制測量、第三次強制測量、1971年の第一次行政代執行、第二次行政代執行の闘争をカラーと白黒の映像で制作された。
- 大義の春 3.26三里塚（1978年、関西三里塚闘争に連帯する会製作）
  - 語り：岩田直二
  - 挿入歌：管制塔のうた（作詞・作曲：高橋悠治、歌：中山千夏）
  - 31分3秒
  - 1978年3月の闘争を、成田空港管制塔占拠事件を中心に語る。
- 草とり草子（1985年、福田克彦監督）
- 三里塚に生きる（2014年、大津幸四郎、代島治彦共同監督）
- 三里塚のイカロス（2017年、代島治彦監督）

### 美術
- 成田フィールドトリップ（2010年、ニナ・フィッシャー&マロアン・エル・ザニ、映像作品）

### 音楽
- ライオット - NARITA（1979年）
- 三里塚 - YOS-MAG（2020年）

### 演劇
- 江戸系 宵蛍 - あやめ十八番（2020年、脚本・演出：堀越涼）